# طمارين أسدي
طمارين أسديّ (الأسم العلمي: Leontopithecus) جنس من سعادين العالم الجديد الصغيرة، تحمل اسم الأسد لوجود فروة تحيط بوجههم، على غرار لُبدة الأسد.

## الوصف
تعيش هذه القرود في الغابات المطيرة الشرقية في البرازيل، مثل كل قرود القشيات الأخرى فهي شجرية. طمارين الاسديّ يصل وزنها إلى 900 غرام (32 أونصة) وطولها يصل حوالي 30 سنتيمتر (12 بوصة) طويلة، مع ذيول تصل حوالي 45 سنتيمتر (18 بوصة) . يقفزون عبر الأشجار مستخدمين أصابعهم للتمسك بفروع الاشجار.و يستخدمون مخالبهم للحفر تحت اللحاء للبحث عن الحشرات لأكلها. يأكلون أيضًا بعض الثعابين والسحالي الصغيرة والفواكه الصغيرة. كلها مهددة بالانقراض، ويعزى ذلك جزئياً إلى أن موائلها قد تدمرت بشدة بسبب التنمية البشرية.
تميل قرود طمارين الاسدية إلى العيش في مجموعات عائلية، حيث يتقاسم كلا الوالدين مهام مختلفة تتمثل في تربية الصغار التوأم المولودين سنوياً . ترضع الأم صغارها كل ساعتين إلى ثلاث ساعات، ويحمل الأب الأطفال على ظهره كجزء من التنظيم الاجتماعي لكل مجموعة.
وهم ساكنو الأشجار نشاطهم نهاري. ينامون في تجاويف الأشجار في الليل، كما يسعون للحصول على مأوى خلال الأوقات الحارة من اليوم.

## قائمة الأنواع
يمكن تمييز الأنواع المختلفة من قرود طمارين الاسدية بسهولة عن بعضها البعض، استنادًا إلى تلوين فروها:
| صورة | الاسم العلمي               | اسم شائع               | توزيع               | وصف                                                       |
| ---- | -------------------------- | ---------------------- | ------------------- | --------------------------------------------------------- |
|      | Leontopithecus rosalia     | طمارين أسديّ مُذهّب       | جنوب شرق البرازيل   | الفراء الذهبي في كل مكان، بدة سواد أو أسود في بعض الأحيان |
|      | Leontopithecus chrysomelas | طمارين أسديّ ذهبيّ الرأس | باهيا، البرازيل     | الفراء الأسود مع الوجه الذهبي والذراعين والذيل            |
|      | Leontopithecus chrysopygus | طمارين أسديّ أسود       | ساو باولو، البرازيل | الفراء الأسود مع الردف الذهب الداكن                       |
|      | Leontopithecus caissara    | طمارين أسديّ أسود الرأس | جنوب شرق البرازيل   | الفراء الذهبي مع الوجه الأسود والذراعين والذيل            |

## روابط خارجية
- http://www.thewildones.org/Animals/tamarin.html
- معلومات الرئيسيات صافي Leontopithecus حقائق